# Propebela marinae
Propebela marinae é uma espécie de gastrópode do gênero Propebela, pertencente a família Mangeliidae.